# Xanthogramma pedissequum
Espèce
Xanthogramma pedissequum est une espèce de syrphe peu commune en Europe. On sait actuellement peu de choses sur cette espèce si ce n'est qu'elle fréquente généralement les espaces aux herbes rases qui favorisent son vol bas (plaines, parcs publics). On retrouve souvent ses larves dans des fourmilières de Lasius niger et Lasius flavus, probablement pour se nourrir des pucerons que ces dernières élèvent.